# Teatre medieval

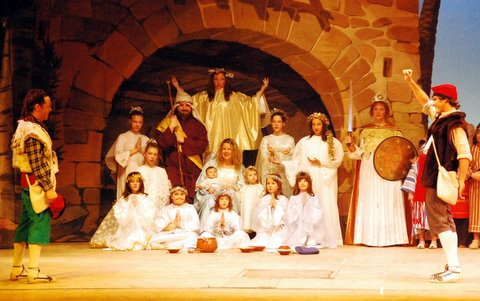
Els Pastorets

El teatre medieval és el teatre que es va produir a l'edat mitjana a Europa. Va començar als monestirs carolingis.
Els seus orígens es remunten concretament als segles VIII i IX, quan l'emperador Carlemany (742-814) impulsa una important reforma litúrgica. Aquesta forma part d'un ambiciós programa cultural i polític que pretén restaurar les estructures de l'Imperi Romà. Fins aleshores, a l'Imperi Carolingi es poden trobar diferents variants de la litúrgia cristiana, però els canvis instaurats per l'emperador implicaran una única manera de celebrar el culte. A partir aleshores s'inclouran lectures dramatitzades a les cerimònies religioses.

## L'actuació a l'edat mitjana
Ja en l'anàlisi de la literatura de l'edat mitjana, el concepte d'actuació té una gran importància per comprendre-la i analitzar-la. El medievalista Paul Zumthor ja el fa servir per definir les diferents accions a través de les quals un text poètic es transmet als seus destinataris.
Segons, Zumthor, aquests espectacles van molt més enllà del mateix text, ja que engloben aspectes com la música, la coreografia o la teatralitat que un joglar sovint emprava als seus espectacles dramàtics. És només mitjançant l'espectacle teatral que l'art poètic i la paraula esdevenen entitats vives i fecundes, amb una forta càrrega d'espontaneïtat i immediatesa.
Llavors, la transmissió de boca a oïda opera per damunt del text creat pel trobador, tot convertint la comunicació oral en objecte poètic de propi dret i, a més a més, li dona una identitat social que fa que es pugui reconèixer com a tal. És aquest factor el que dificulta en sobremanera l'anàlisi autèntica dels textos medievals. Només sobre la base de la contextualització de les circumstàncies que acompanyaven el text (com el moment històric, o l'època de l'any en què es transmetien), es podrà realitzar una acurada anàlisi. És per aquest motiu que l'autor, en l'obra referenciada, proposa tractar les obres d'abans del segle xiii com si fossin una dansa.
Alhora, Paul Zumthor incideix en el paper cabdal de l'oient qui, a banda de ser recipient, es converteix necessàriament en intèrpret. La seva experiència interpretativa —ja sigui aquesta una experiència de caràcter purament privat o bé en faci partícips a altri— és amb tota seguretat única i irrepetible i, com a tal, necessita ser analitzada basant-se en la fenomenologia de la recepció; només així la poesia oral podrà ser entesa en tota la seva dimensió històrica.

## Teatre religiós i teatre civil

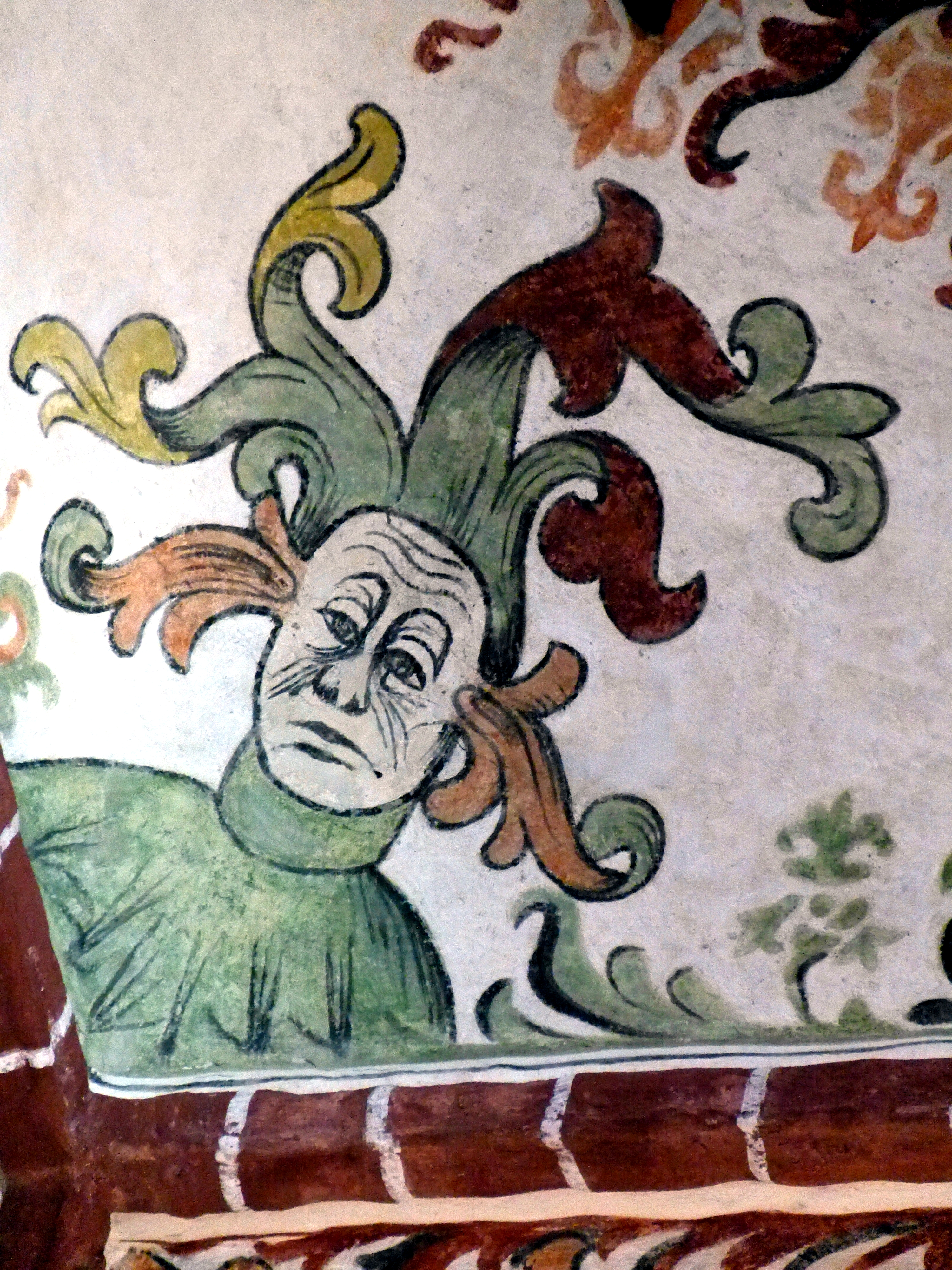
Joglar

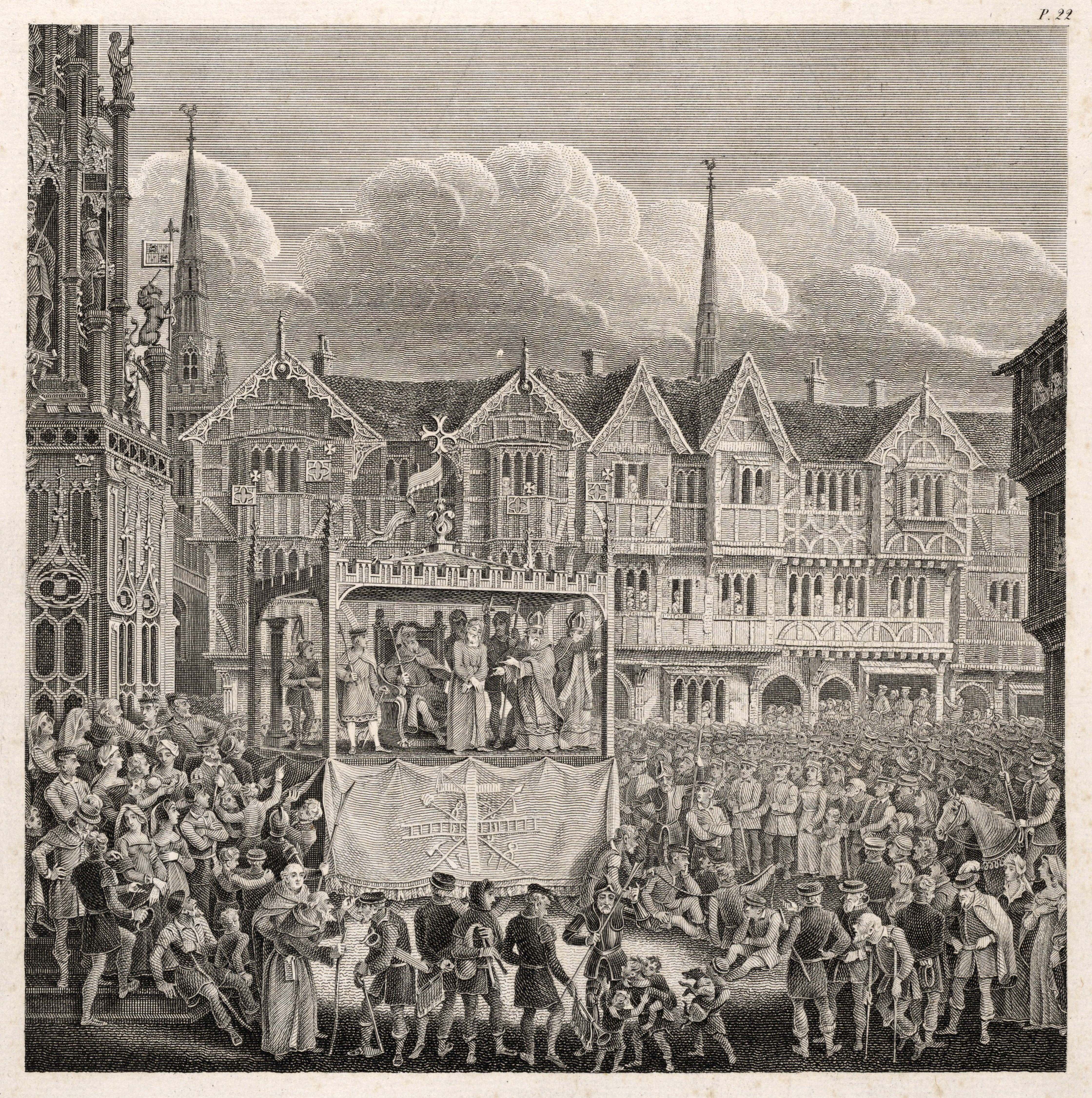
Representació d'un misteri

Al teatre medieval trobem diferents variants: el teatre religiós, utilitzat per l'església amb una voluntat edificant; i el civil, que inclou el teatre joglaresc, de finalitat lúdica i el vinculat a les cerimònies organitzades per la societat laica, que té lloc als carrers i a la cort. A l'edat mitjana, les funcions es representen en esglésies, al carrer i a les places de les ciutats.

### Teatre medieval religiós
Va sorgir en un moment en què les grans celebracions litúrgiques requerien sortir, tot sovint i a causa del seu gran èxit popular, del recinte de l'església i traslladar-se en espais públics com carrers o places.
Al llarg dels segles X, XI i xii aquest tipus de drames litúrgics es realitzaven en llatí. I va ser a partir del segle xiii que van començar a tenir lloc obres en llengües vulgars degut a la desconeixença que tenia aleshores la majoria de la població del llatí.
El text d'aquestes representacions solia tenir poca rellevància; mentre que l'escenografia, la música, el vestuari, la dansa i els decorats prenien molta més importància.
La temàtica d'aquest incipient teatre s'agrupava en grans cicles que es corresponien amb els de les celebracions religioses. Aquests cicles eren:
- Cicle de Nadal

El Cant de la Sibil·la està basat en textos d'evangelis apòcrifs (no reconeguts per l'església oficial), on la profetessa Sibil·la anunciava la destrucció del món, obsessió de l'home medieval. En romanen textos del segle xiii i avui encara se celebra i es canta el dia de Nadal dins de les esglésies de Mallorca.
La representació d'Els pastorets (primera imatge de l'article), de temàtica derivada dels evangelis, té els seus orígens al segle xiii. Pel seu gran èxit popular es va començar a celebrar ben d'hora fora de les esglésies. Aquesta tradició és encara avui dia totalment viva.
- Cicle de Pasqua

Les Passions, de temàtica estretament lligada a la litúrgia, tracten la passió, la mort i la resurrecció de Crist i han perdurat també fins avui amb gran èxit. Podem destacar les de Cervera, Olesa i Esparreguera, així com La Passió del regne de Mallorques (1276 - 1344).
- Cicle de l'Assumpció de Maria

La representació més important d'aquest cicle és el Misteri d'Elx, basat en els evangelis apòcrifs i centrat en la figura de la Verge. Actualment encara es representa cada any a l'església de Santa Maria d'Elx el 15 d'agost a partir d'un text del segle xv que és una refosa d'un del XIII, avui ja perdut.
- Cicle hàgiogràfic

Aquest cicle comprèn diverses celebracions que han esdevingut representacions de vides de sants, i que al País Valencià anomenen milacres. Una representació important és el Sermó del bisbetó, basat en un text del segle x. Encara se celebra el dia de Sant Nicolau (6 de desembre) al monestir de Montserrat.
- La descripció de la processó del Corpus Christi a Barcelona del 1424 del Llibre de les Solemnitats detalla 105 representacions entre personatges, rocha i entremès. N'hi ha d'unipersonals i d'espectaculars, com el Martiri de sant Sebastià representant amb 80 persones. Les roques o castells eren carros destinats a fer les funcions d'escenaris mòbils, on es representaven certs entremesos.[6]

### Teatre medieval civil / profà
Amb motiu de diversos actes festius, sovint relacionats amb les celebracions de la cort, com l'entrada de personatges importants a les ciutats, la societat laica du a terme les representacions anomenades ritus civils. La forma teatral més utilitzada en aquestes representacions és l'entremès.
Un exemple d'entremès és el Joc de les galeres e batalla de taronges, l'acte escènic amb què Jaume I homenatja Alfons el Savi l'any 1270 per commemorar els triomfs del monarca. Aquest representa una batalla naval en la que les galeres són naus muntades sobre rodes que circulen pels carrers mentre els seus ocupants combaten a cops de taronja.
També cal esmentar la Batalla de Moros i Cristians del 1372. Anys més tard, es realitzen dos entremesos, l'Entremès del déu Amor i l'Entremès de la roda de la fortuna. Per la seva banda, l'Entremès de la Mort es crea per retre homenatge a Ferran d'Antequera quan arriba a la capital catalana el 1412 i és la primera representació de la mort de la qual es té constància.
La joglaresca és una altra de les manifestacions artístiques que coneixem d'aquest període. Els joglars són professionals del teatre que duen a terme espectacles amb una finalitat lúdica. Entre ells destaca la figura de Pere Çahat, magister ludis amoris, que, amb la seva companyia de joglars còmics, representa peces amatòries a València, pels volts de l'any 1338. Existeix documentació que prova que aquest mateix any Pere el Cerimoniós li estén un salconduit perquè ell i el seu grup puguin representar jocs, molt probablement de tipus còmic i eròtic.

## Teatre medieval a Catalunya
A Catalunya s'introdueix aquesta única litúrgia d'arrel romana al segle ix. D'aquesta manera el país s'integrarà a la tendència europea i veurà néixer nombroses peces religioses de gran originalitat. Aquestes representacions donaran lloc, a partir del segle xii, als anomenats «drames litúrgics».